# Cirrochroa humida
Cirrochroa humida är en fjärilsart som beskrevs av Brooks 1930. Cirrochroa humida ingår i släktet Cirrochroa och familjen praktfjärilar. Inga underarter finns listade i Catalogue of Life.